# Ban Chấp hành Trung ương Đảng Cộng sản Việt Nam khóa XI
Ban Chấp hành Trung ương Đảng Cộng sản Việt Nam khóa XI hay còn được gọi Ban Chấp hành Trung ương Đảng khóa XI, Trung ương Đảng khóa XI là cơ quan do Đại hội Đại biểu Đảng Cộng sản Việt Nam khóa XI bầu ra vào ngày 18/1/2011.
Ban Chấp hành Trung ương khóa XI gồm các Ủy viên chính thức và dự khuyết với nhiệm kỳ tới tháng 1/2016.
Tại Đại hội Đại biểu toàn quốc Đảng Cộng sản Việt Nam lần thứ XI, các đại biểu tham dự đã bầu 218 ứng viên cho 175 ghế ủy viên chính thức và bầu 61 ứng viên cho 25 ghế ủy viên dự khuyết.
Chiều ngày 19/1/2011 Ban Chấp hành Trung ương Đảng khóa XI họp phiên thứ nhất bầu Bộ Chính trị, Tổng Bí thư, Ban Bí thư, Ủy ban Kiểm tra Trung ương, Chủ nhiệm Ủy ban Kiểm tra Trung ương khóa XI. Hội nghị Trung ương Đảng lần thứ 2 diễn ra tháng 7/2011 với nhiệm vụ giới thiệu nhân sự lãnh đạo cấp cao của các cơ quan Nhà nước nhiệm kỳ Quốc hội khóa XIII.

## Các hội nghị Trung ương Đảng
| Hội nghị lần thứ | Bắt đầu-Kết thúc | Thời gian | Tóm lược |
| ---------------- | ---------------- | --------- | --- |
| 1                | 19/1/2011        | 1 ngày    | Chủ tịch Quốc hội Nguyễn Phú Trọng được bầu làm Tổng Bí thư. 14 ủy viên Bộ Chính trị và 5 ủy viên Ban Bí thư với Bộ trưởng Bộ Công an Lê Hồng Anh là Thường trực Ban Bí thư được Hội nghị bầu. Hội nghị cũng bầu Chánh Văn phòng Trung ương Đảng Ngô Văn Dụ làm chủ nhiệm Ủy ban Kiểm tra Trung ương. |
| 2                | 4-10/7/2011      | 7 ngày    | Hội nghị thông qua danh sách nhân sự lãnh đạo cấp cao của các cơ quan Nhà nước nhiệm kỳ Quốc hội khóa XIII. Thông qua Quy chế làm việc của Ban Chấp hành Trung ương, Bộ Chính trị, Ban Bí thư, Ủy ban Kiểm tra Trung ương khoá XI. Thảo luận quan điểm về việc sửa đổi Hiến pháp năm 1992. |
| 3                | 6-10/10/2011     | 5 ngày    | Hội nghị xác định kế hoạch phát triển kinh tế 5 năm 2011-2016. Quyết định việc ban hành Quy định thi hành Điều lệ Đảng; Hướng dẫn thực hiện các quy định về công tác kiểm tra, giám sát và kỷ luật của Đảng; Quy định những điều đảng viên không được làm. |
| 4                | 26-31/12/2011    | 6 ngày    | Ban hành Nghị quyết của Trung ương "Một số vấn đề cấp bách về xây dựng Đảng hiện nay", Xây dựng hệ thống kết cấu hạ tầng đồng bộ nhằm đưa nước ta cơ bản trở thành nước công nghiệp theo hướng hiện đại vào năm 2020". Hội nghị xem xét thảo luận báo cáo kiểm điểm sự lãnh đạo, chỉ đạo của Bộ Chính trị, Ban Bí thư năm 2011. Bầu bổ sung 3 Ủy viên Ủy ban Kiểm tra Trung ương khoá XI. |
| 5                | 7-15/5/2012      | 9 ngày    | Hội nghị tổng kết việc sửa đổi Hiến pháp 1992. Thành lập Ban Chỉ đạo Trung ương về phòng, chống tham nhũng trực thuộc Bộ Chính trị do Tổng Bí thư làm Trưởng ban. Tái lập Ban Nội chính Trung ương, lập Ban Nội chính ở các Tỉnh uỷ, Thành ủy, giao Bộ Chính trị quyết định cụ thể. Cải cách tiền lương tới năm 2020. |
| 6                | 1-15/10/2012     | 15 ngày   | Hội nghị đã xem xét, thảo luận, cho ý kiến về kết quả kiểm điểm tự phê bình và phê bình tập thể và cá nhân Bộ Chính trị, Ban Bí thư theo tinh thần Nghị quyết Trung ương 4 khoá XI "Một số vấn đề cấp bách về xây dựng Đảng hiện nay". Tại Hội nghị đã Bộ Chính trị quyết định đề nghị Ban Chấp hành Trung ương kỷ luật với 1 ủy viên Bộ Chính trị. "Ban Chấp hành Trung ương đã thảo luận rất kỹ, cân nhắc toàn diện các mặt ở thời điểm hiện nay và đi đến quyết định không thi hành kỷ luật đối với tập thể Bộ Chính trị và một đồng chí trong Bộ Chính trị; và yêu cầu Bộ Chính trị có biện pháp tích cực khắc phục, sửa chữa khuyết điểm; không để các thế lực thù địch xuyên tạc, chống phá." Hội nghị quyết định tái lập Ban Kinh tế Trung ương. |
| 7                | 2-11/5/2013      | 10 ngày   | Hội nghị đã bầu bổ sung Phó Thủ tướng Nguyễn Thiện Nhân và Phó Chủ tịch Quốc hội Nguyễn Thị Kim Ngân vào Bộ Chính trị và Chánh văn phòng Trung ương Đảng Trần Quốc Vượng bổ sung vào Ban Bí thư khóa XI. |
| 8                | 30/9-9/10/2013   | 10 ngày   | Hội nghị quyết định thành lập 5 Tiểu ban chuẩn bị Đại hội XII của Đảng gồm: Tiểu ban Văn kiện, Tiểu ban Kinh tế - xã hội; Tiểu ban Điều lệ Đảng; Tiểu ban Nhân sự; Tiểu ban Tổ chức phục vụ. Thảo luận và bổ sung nhiều vấn đề quan trọng trong việc sửa đổi Hiến pháp 1992. Hội nghị thống nhất tiếp tục đổi mới kinh tế trong 2 năm 2014-2015. |
| 9                | 8-14/5/2014      | 7 ngày    | Hội nghị thông qua Quy chế bầu cử trong Đảng. Tiếp tục thực hiện chủ trương lấy phiếu tín nhiệm theo tinh thần Nghị quyết Hội nghị lần thứ 4. Hội nghị đồng ý tổ chức Đảng bộ Ngoài nước trực thuộc Trung ương do Ban Bí thư quản lý. Theo dõi sát tình hình vụ giàn khoan HD-981. |
| 10               | 5-12/1/2015      | 8 ngày    | Hội nghị tiếp tục hoàn thiện dự thảo văn kiện Đại hội XII gửi Đảng bộ góp ý. Lấy phiếu tín nhiệm của Trung ương đối với các Ủy viên Bộ Chính trị, Ủy viên Ban Bí thư; bầu bổ sung Ủy viên Ủy ban Kiểm tra Trung ương; xem xét, giải quyết khiếu nại kỷ luật đảng; tiến hành chất vấn và trả lời chất vấn tại Hội nghị. |
| 11               | 4-7/5/2015       | 4 ngày    | Hội nghị đề ra phương án nhân sự cho Trung ương Đảng khóa XII. Thông qua việc phân bổ đại biểu dự Đại hội XII của Đảng. Thảo luận xem xét việc tổ chức chính quyền địa phương. Chấp thuận Dự án cảng hàng không quốc tế Long Thành. |
| 12               | 5-11/10/2015     | 7 ngày    | Hội nghị thảo luận kinh tế-xã hội năm 2015 và phát triển năm 2016. Chuẩn bị nhân sự Trung ương Đảng khóa XII. Đề án đổi mới bầu cử đại biểu Quốc hội khóa XIV và bầu cử Hội đồng Nhân dân các cấp 2016-2021. |
| 13               | 14-21/12/2015    | 8 ngày    | Hội nghị kiện toàn nhân sự trong Ban Chấp hành Trung ương Đảng, chuẩn bị nhân sự Bộ Chính trị, Ban Bí thư, Ủy ban Kiểm tra Trung ương Đảng và chức danh Tổng Bí thư khóa XII. Đồng thời tiếp tục chuẩn bị các văn kiện trình Đại hội Đại biểu toàn quốc lần thứ XII của Đảng sau khi tham khảo ý kiến nhân dân. |
| 14               | 11-13/01/2016    | 3 ngày    | Hội nghị thảo luận, thông qua chủ trương ký Hiệp định đối tác xuyên Thái Bình Dương (TPP); tiếp tục hoàn thiện công tác nhân sự Ban Chấp hành Trung ương, Bộ Chính trị, Ban Bí thư khóa XII và chuẩn bị nhân sự lãnh đạo chủ chốt khóa XII; thông qua dự kiến danh sách Đoàn Chủ tịch, Đoàn Thư ký, Ban Thẩm tra tư cách đại biểu của Đại hội XII. |

## Các ban Đảng Trung ương
| Ban Đảng Trung ương         | Chức vụ                               | Lãnh đạo         | Kiêm nhiệm                                                                                               | Nhiệm kỳ                            | Ghi chú                             |
| --------------------------- | ------------------------------------- | ---------------- | --- | ----------------------------------- | ----------------------------------- |
| Ban Tổ chức Trung ương      | Trưởng ban Tổ chức Trung ương         | Hồ Đức Việt      | Ủy viên Bộ chính trị khóa X                                                                              | 18/1-8/2/2011 21 ngày               |                                     |
| Ban Tổ chức Trung ương      | Trưởng ban Tổ chức Trung ương         | Tô Huy Rứa       | Ủy viên Bộ Chính trị                                                                                     | 8/2/2011-27/1/2016 4 năm, 353 ngày  |                                     |
| Ủy ban Kiểm tra Trung ương  | Chủ nhiệm Ủy ban Kiểm tra Trung ương  | Ngô Văn Dụ       | Ủy viên Bộ Chính trị Bí thư Trung ương Đảng Phó trưởng Ban Chỉ đạo Trung ương về phòng, chống tham nhũng | 18/1/2011-27/1/2016 5 năm, 9 ngày   |                                     |
| Ban Tuyên giáo Trung ương   | Trưởng ban Tuyên giáo Trung ương      | Tô Huy Rứa       | Ủy viên Bộ Chính trị                                                                                     | 18/1-8/2/2011 21 ngày               |                                     |
| Ban Tuyên giáo Trung ương   | Trưởng ban Tuyên giáo Trung ương      | Đinh Thế Huynh   | Ủy viên Bộ Chính trị Bí thư Trung ương Đảng                                                              | 8/2/2011-27/1/2016 4 năm, 353 ngày  |                                     |
| Hội đồng Lý luận Trung ương | Chủ tịch Hội đồng Lý luận Trung ương  | Tô Huy Rứa       | Ủy viên Bộ Chính trị                                                                                     | 18/1-28/3/2011 69 ngày              |                                     |
| Hội đồng Lý luận Trung ương | Chủ tịch Hội đồng Lý luận Trung ương  | Đinh Thế Huynh   | Ủy viên Bộ Chính trị Bí thư Trung ương Đảng                                                              | 28/3/2011-27/1/2016 4 năm, 305 ngày |                                     |
| Ban Dân vận Trung ương      | Trưởng ban Dân vận Trung ương         | Hà Thị Khiết     | Ủy viên Trung ương Đảng Bí thư Trung ương Đảng                                                           | 18/1/2011-27/1/2016 5 năm, 9 ngày   |                                     |
| Văn phòng Trung ương Đảng   | Chánh Văn phòng Trung ương Đảng       | Ngô Văn Dụ       | Ủy viên Bộ Chính trị Bí thư Trung ương Đảng                                                              | 18-19/1/2011 1 ngày                 |                                     |
| Văn phòng Trung ương Đảng   | Phó chánh Văn phòng Trung ương Đảng   | Hồ Mẫu Ngoạt     | Ủy viên Trung ương Đảng                                                                                  | 19/1-5/7/2011 167 ngày              | Phụ trách Văn phòng Trung ương Đảng |
| Văn phòng Trung ương Đảng   | Chánh Văn phòng Trung ương Đảng       | Trần Quốc Vượng  | Ủy viên Trung ương Đảng Bí thư Trung ương Đảng                                                           | 5/7/2011-27/1/2016 4 năm, 206 ngày  |                                     |
| Ban Nội chính Trung ương    | Trưởng ban Nội chính Trung ương       | Nguyễn Bá Thanh  | Ủy viên Trung ương Đảng                                                                                  | 28/12/2012-13/2/2015 2 năm, 47 ngày | Mất khi đang tại nhiệm              |
| Ban Nội chính Trung ương    | Quyền Trưởng ban Nội chính Trung ương | Phan Đình Trạc   | Ủy viên Trung ương Đảng                                                                                  | 13/2/2015-27/1/2016 348 ngày        |                                     |
| Ban Đối ngoại Trung ương    | Trưởng ban Đối ngoại Trung ương       | Hoàng Bình Quân  | Ủy viên Trung ương Đảng                                                                                  | 18/1/2011-27/1/2016 5 năm, 9 ngày   |                                     |
| Ban Kinh tế Trung ương      | Trưởng ban Kinh tế Trung ương         | Vương Đình Huệ   | Ủy viên Trung ương Đảng                                                                                  | 28/12/2012-27/1/2016 3 năm, 30 ngày |                                     |
| Báo Nhân dân                | Tổng Biên tập Báo Nhân dân            | Đinh Thế Huynh   | Ủy viên Bộ Chính trị Bí thư Trung ương Đảng                                                              | 18/1-8/2/2011 21 ngày               |                                     |
| Báo Nhân dân                | Tổng Biên tập Báo Nhân dân            | Nguyễn Hữu Thuận | Ủy viên Trung ương Đảng                                                                                  | 8/2/2011-27/1/2016 4 năm, 353 ngày  |                                     |

## Đảng bộ trực thuộc Trung ương
Các Đảng bộ được tình từ đại hội đảng bộ 
| Đảng bộ trực thuộc                   | Chức vụ | Lãnh đạo           | Kiêm nhiệm                                     | Nhiệm kỳ                            | Ghi chú                          |
| ------------------------------------ | ------- | ------------------ | ---------------------------------------------- | ----------------------------------- | -------------------------------- |
| Đảng bộ Quân đội Trung ương          | Bí thư  | Nông Đức Mạnh      | Ủy viên Bộ Chính trị khóa X Tổng Bí thư khóa X | 22/9/2010-18/1/2011 118 ngày        |                                  |
| Đảng bộ Quân đội Trung ương          | Bí thư  | Nguyễn Phú Trọng   | Ủy viên Bộ Chính trị Tổng Bí thư               | 19/1/2011-27/1/2016 5 năm, 9 ngày   | [ 2 ]                            |
| Đảng bộ Công an Trung ương           | Bí thư  | Lê Hồng Anh        | Ủy viên Bộ Chính trị                           | 17/10/2010-30/8/2011 317 ngày       |                                  |
| Đảng bộ Công an Trung ương           | Bí thư  | Trần Đại Quang     | Ủy viên Bộ Chính trị Bộ trưởng Bộ Công an      | 30/8/2011-27/1/2016 4 năm, 150 ngày |                                  |
| Đảng bộ Khối Doanh nghiệp Trung ương | Bí thư  | Trương Quang Nghĩa | Ủy viên Trung ương Đảng                        | 20/11/2010-26/6/2012 218 ngày       |                                  |
| Đảng bộ Khối Doanh nghiệp Trung ương | Bí thư  | Bùi Văn Cường      | Ủy viên dự khuyết Trung ương Đảng              | 26/6/2012-27/1/2016 3 năm, 215 ngày |                                  |
| Đảng bộ Khối các cơ quan Trung ương  | Bí thư  | Nguyễn Minh Quang  | Ủy viên Trung ương Đảng                        | 24/12/2010-18/8/2011 237 ngày       |                                  |
| Đảng bộ Khối các cơ quan Trung ương  | Bí thư  | Đào Ngọc Dung      | Ủy viên Trung ương Đảng                        | 18/8/2011-27/1/2016 4 năm, 162 ngày |                                  |
| Đảng bộ Ngoài nước                   | Bí thư  | Lê Dân             |                                                | 16/9/2014-27/1/2016 1 năm, 133 ngày | Đảng bộ được thành lập 10/7/2014 |

### Đảng bộ tỉnh, thành phố trực thuộc trung ương
Đảng bộ tỉnh, thành phố trực thuộc trung ương hay còn được gọi đảng bộ tỉnh, thành phố là những đảng bộ trực thuộc Trung ương Đảng, do Trung ương Đảng quản lý, giám sát.

## Ủy viên Trung ương chính thức
Ủy viên Bộ Chính trị
      Bí thư Trung ương Đảng
      Ủy viên Trung ương Đảng
      Ủy viên Dự khuyết Trung ương Đảng
| STT | Họ tên (sinh-mất)                                      | Nguyên quán           | Chức vụ khi được bầu                                                         | Chức vụ khi được bầu                                                                                     | Chức vụ đảm nhiệm      | Chức vụ đảm nhiệm | Chức vụ đảm nhiệm                     |
| STT | Họ tên (sinh-mất)                                      | Nguyên quán           | Chức vụ khi được bầu                                                         | Chức vụ khi được bầu                                                                                     | Chức vụ                | Chức vụ | Nhiệm kỳ                              |
| --- | ------------------------------------------------------ | --------------------- | ---------------------------------------------------------------------------- | --- | ---------------------- | --- | ------------------------------------- |
| 1   | Hoàng Tuấn Anh (1952-)                                 | Đà Nẵng               |                                                                              | Bộ trưởng Bộ Văn hóa, Thể thao và Du lịch                                                                |                        | Bộ trưởng Bộ Văn hóa, Thể thao và Du lịch                                                                                      | 8/2011-1/2016                         |
| 2   | Đại tướng Lê Hồng Anh (1949-)                          | Kiên Giang            |                                                                              | Bộ trưởng Bộ Công an                                                                                     |                        | Bộ trưởng Bộ Công An | 2002-8/2011                           |
| 2   | Đại tướng Lê Hồng Anh (1949-)                          | Kiên Giang            |                                                                              | Bộ trưởng Bộ Công an                                                                                     | Thường trực Ban Bí thư | 2/2011-1/2016 |                                       |
| 3   | Lê Thị Thu Ba (1956-)                                  | Thành phố Hồ Chí Minh |                                                                              | Ủy viên Ủy ban Thường vụ Quốc hội Chủ nhiệm Ủy ban Tư pháp của Quốc hội                                  |                        | Phó Chánh Văn phòng Trung ương Đảng                                                                                            | 2/2011-1/2016                         |
| 3   | Lê Thị Thu Ba (1956-)                                  | Thành phố Hồ Chí Minh | Phó Trưởng ban thường trực Ban Chỉ đạo cải cách tư pháp Trung ương           | Ủy viên Ủy ban Thường vụ Quốc hội Chủ nhiệm Ủy ban Tư pháp của Quốc hội                                  | 5/10/2011-1/2016       | |                                       |
| 4   | Hà Ban (1957-)                                         | Quảng Nam             |                                                                              | Bí thư Tỉnh ủy Kon Tum                                                                                   |                        | Bí thư tỉnh ủy Kon Tum | 2010-2/2015                           |
| 4   | Hà Ban (1957-)                                         | Quảng Nam             | Chủ tịch Hội đồng Nhân dân tỉnh Kon Tum                                      | Bí thư Tỉnh ủy Kon Tum                                                                                   | 2010-4/2015            | |                                       |
| 4   | Hà Ban (1957-)                                         | Quảng Nam             | Phó Trưởng ban Tổ chức Trung ương                                            | Bí thư Tỉnh ủy Kon Tum                                                                                   | 2/2015-1/2016          | |                                       |
| 5   | Thượng tướng Bùi Quang Bền (1955-)                     | Kiên Giang            |                                                                              | Bí thư Tỉnh ủy Kiên Giang                                                                                |                        | Thứ trưởng Bộ Công an | 7/2011-1/2016                         |
| 6   | Dương Thanh Bình (1961-)                               | Cà Mau                |                                                                              | Bí thư Tỉnh ủy Cà Mau                                                                                    |                        | Bí thư Tỉnh ủy Cà Mau | 2010-1/2016                           |
| 7   | Nguyễn Hòa Bình (1958-)                                | Quảng Ngãi            |                                                                              | Bí thư Tỉnh ủy Quảng Ngãi                                                                                |                        | Viện trưởng Viện Kiểm sát Nhân dân Tối cao                                                                                     | 8/2011-1/2016                         |
| 8   | Nguyễn Thái Bình (1954-)                               | Trà Vinh              |                                                                              | Thứ trưởng Bộ Nội vụ Trưởng Ban Tôn giáo Chính phủ                                                       |                        | Bộ trưởng Bộ Nội vụ Phó Trưởng ban Tổ chức Trung ương Phó Trưởng Ban thường trực Ban Chỉ đạo cải cách hành chính của Chính phủ | 8/2011-1/2016                         |
| 9   | Nguyễn Thanh Bình (1957-)                              | Hà Tĩnh               |                                                                              | Bí thư Tỉnh ủy Hà Tĩnh Chủ tịch Hội đồng Nhân dân tỉnh Hà Tĩnh                                           |                        | Bí thư tỉnh ủy Hà Tĩnh | 2010-2/2015                           |
| 9   | Nguyễn Thanh Bình (1957-)                              | Hà Tĩnh               | Chủ tịch Hội đồng Nhân dân tỉnh Hà Tĩnh                                      | Bí thư Tỉnh ủy Hà Tĩnh Chủ tịch Hội đồng Nhân dân tỉnh Hà Tĩnh                                           | 2010-5/2015            | |                                       |
| 9   | Nguyễn Thanh Bình (1957-)                              | Hà Tĩnh               | Phó Trưởng ban Tổ chức Trung ương                                            | Bí thư Tỉnh ủy Hà Tĩnh Chủ tịch Hội đồng Nhân dân tỉnh Hà Tĩnh                                           | 2/2015-1/2016          | |                                       |
| 10  | Nguyễn Văn Bình (1961-)                                | Phú Thọ               |                                                                              | Phó Thống đốc Ngân hàng Nhà nước Việt Nam                                                                |                        | Thống đốc Ngân hàng Nhà nước Việt Nam                                                                                          | 8/2011-1/2016                         |
| 11  | Phan Thanh Bình (1960-)                                | An Giang              |                                                                              | Giám đốc Đại học Quốc gia Thành phố Hồ Chí Minh                                                          |                        | Giám đốc Đại học Quốc gia Thành phố Hồ Chí Minh                                                                                | 2/2011-1/2016                         |
| 12  | Trương Hòa Bình (1955-)                                | Long An               |                                                                              | Chánh án Tòa án Nhân dân Tối cao                                                                         |                        | Chánh án Tòa án Nhân dân Tối cao                                                                                               | 8/2011-1/2016                         |
| 13  | Lương Ngọc Bính (1955-)                                | Quảng Bình            |                                                                              | Bí thư Tỉnh ủy Chủ tịch Hội đồng Nhân dân tỉnh Quảng Bình                                                |                        | Bí thư Tỉnh ủy Quảng Bình | 2010-10/2015                          |
| 13  | Lương Ngọc Bính (1955-)                                | Quảng Bình            | Chủ tịch Hội đồng Nhân dân tỉnh Quảng Bình                                   | Bí thư Tỉnh ủy Chủ tịch Hội đồng Nhân dân tỉnh Quảng Bình                                                | 2010-1/2016            | |                                       |
| 14  | Huỳnh Minh Chắc (1955-)                                | Sóc Trăng             |                                                                              | Bí thư Tỉnh ủy Hậu Giang                                                                                 |                        | Bí thư Tỉnh ủy Hậu Giang | 2010-10/2015                          |
| 15  | Thiếu tướng→Trung Tướng Lê Chiêm (1958-)               | Quảng Nam             |                                                                              | Tư lệnh Quân khu 5                                                                                       |                        | Tư lệnh Quân khu 5 | đến 4/2015                            |
| 15  | Thiếu tướng→Trung Tướng Lê Chiêm (1958-)               | Quảng Nam             | Phó Tổng Tham mưu trưởng Quân đội Nhân dân Việt Nam                          | Tư lệnh Quân khu 5                                                                                       | 4/2015-1/2016          | |                                       |
| 15  | Thiếu tướng→Trung Tướng Lê Chiêm (1958-)               | Quảng Nam             | Thứ trưởng Bộ Quốc phòng                                                     | Tư lệnh Quân khu 5                                                                                       | 10/2015-1/2016         | |                                       |
| 16  | Đỗ Văn Chiến (1962-)                                   | Tuyên Quang           |                                                                              | Phó bí thư Tỉnh ủy Chủ tịch Uỷ ban Nhân dân tỉnh Tuyên Quang                                             |                        | Bí thư Tỉnh ủy Yên Bái | 8/2011-3/2015                         |
| 16  | Đỗ Văn Chiến (1962-)                                   | Tuyên Quang           | Phó Chủ nhiệm Ủy ban Dân tộc                                                 | Phó bí thư Tỉnh ủy Chủ tịch Uỷ ban Nhân dân tỉnh Tuyên Quang                                             | 3/2015-1/2016          | |                                       |
| 17  | Hà Ngọc Chiến (1957-)                                  | Cao Bằng              |                                                                              | Bí thư Tỉnh ủy Chủ tịch Hội đồng Nhân dân tỉnh Cao Bằng                                                  |                        | Bí thư Tỉnh ủy Chủ tịch Hội đồng Nhân dân tỉnh Cao Bằng                                                                        | 2010-5/2015                           |
| 17  | Hà Ngọc Chiến (1957-)                                  | Cao Bằng              | Phó Trưởng Ban Nội chính Trung ương                                          | Bí thư Tỉnh ủy Chủ tịch Hội đồng Nhân dân tỉnh Cao Bằng                                                  | 4/2015-1/2016          | |                                       |
| 18  | Võ Minh Chiến (1956-)                                  | Sóc Trăng             |                                                                              | Bí thư Tỉnh ủy Chủ tịch Hội đồng Nhân dân tỉnh Sóc Trăng                                                 |                        | Bí thư Tỉnh ủy Chủ tịch Hội đồng Nhân dân tỉnh Sóc Trăng                                                                       | 2010- 3/2015                          |
| 18  | Võ Minh Chiến (1956-)                                  | Sóc Trăng             | Phó Trưởng Ban Chỉ đạo Tây Nam Bộ                                            | Bí thư Tỉnh ủy Chủ tịch Hội đồng Nhân dân tỉnh Sóc Trăng                                                 | từ 3/2015-1/2016       | |                                       |
| 19  | Mai Văn Chính (1961-)                                  | Long An               |                                                                              | Bí thư Tỉnh ủy Long An                                                                                   |                        | Bí thư Tỉnh ủy Long An | 2010-3/2015                           |
| 19  | Mai Văn Chính (1961-)                                  | Long An               | Phó Trưởng Ban Tổ chức Trung ương                                            | Bí thư Tỉnh ủy Long An                                                                                   | 3/2015-1/2016          | |                                       |
| 20  | Trung tướng Phạm Minh Chính (1958-)                    | Thanh Hóa             |                                                                              | Thứ trưởng Bộ Công an                                                                                    |                        | Bí thư Tỉnh ủy Quảng Ninh | 8/2011-4/2015                         |
| 20  | Trung tướng Phạm Minh Chính (1958-)                    | Thanh Hóa             | Phó Trưởng Ban Tổ chức Trung ương                                            | Thứ trưởng Bộ Công an                                                                                    | 4/2015-1/2016          | |                                       |
| 21  | Phạm Thị Hải Chuyền (1952-)                            | Bắc Giang             |                                                                              | Phó Chủ nhiệm Thường trực Ủy ban Kiểm tra Trung ương                                                     |                        | Bộ trưởng Bộ Lao động - Thương binh và Xã hội                                                                                  | 8/2011-1/2016                         |
| 22  | Trung tướng→Thượng tướng Nguyễn Thành Cung (1953-2022) | Tây Ninh              |                                                                              | Phó Chủ nhiệm Tổng cục Chính trị Quân đội Nhân dân Việt Nam                                              |                        | Thứ trưởng Bộ Quốc phòng | 8/2011-1/2016                         |
| 23  | Đinh Văn Cương (1952-)                                 | Hà Nam                |                                                                              | Phó Trưởng ban thường trực Ban chỉ đạo Tây Bắc                                                           |                        | Phó Trưởng Ban Kinh tế Trung ương                                                                                              | 12/2012-1/2016                        |
| 24  | Hà Hùng Cường (1953-)                                  | Vĩnh Phúc             |                                                                              | Bộ trưởng Bộ Tư pháp                                                                                     |                        | Bộ trưởng Bộ Tư pháp | 8/2011-1/2016                         |
| 25  | Trung tướng→Thượng tướng Lương Cường (1957-)           | Phú Thọ               |                                                                              | Chính ủy Quân khu 3                                                                                      |                        | Phó Chủ nhiệm Tổng cục Chính trị Quân đội Nhân dân Việt Nam                                                                    | 7/2011-1/2016                         |
| 26  | Nguyễn Quốc Cường (1952-)                              | Bắc Giang             |                                                                              | Chủ tịch Hội Nông dân Việt Nam                                                                           |                        | Chủ tịch Hội Nông dân Việt Nam                                                                                                 | 2010-1/2016                           |
| 27  | Nguyễn Xuân Cường (1959-)                              | Hà Nội                |                                                                              | Bí thư Tỉnh ủy Bắc Kạn                                                                                   |                        | Phó Trưởng Ban Kinh tế Trung ương                                                                                              | 2/2013-1/2016                         |
| 28  | Nguyễn Thị Doan (1951-)                                | Hà Nam                |                                                                              | Phó Chủ tịch nước                                                                                        |                        | Phó Chủ tịch nước | 7/2011-1/2016                         |
| 29  | Ngô Văn Dụ (1947-)                                     | Vĩnh Phúc             |                                                                              | Chánh Văn phòng Trung ương Đảng                                                                          |                        | Chủ nhiệm Ủy ban Kiểm tra Trung ương                                                                                           | 2/2011-1/2016                         |
| 29  | Ngô Văn Dụ (1947-)                                     | Vĩnh Phúc             |                                                                              | Chánh Văn phòng Trung ương Đảng                                                                          |                        | Chủ nhiệm Ủy ban Kiểm tra Trung ương                                                                                           | 2/2011-1/2016                         |
| 30  | Đào Ngọc Dung (1961-)                                  | Hà Nam                |                                                                              | Bí thư Tỉnh ủy Yên Bái                                                                                   |                        | Bí thư Đảng uỷ khối cơ quan Trung ương                                                                                         | 8/2011-1/2016                         |
| 31  | Đinh Tiến Dũng (1961-)                                 | Ninh Bình             |                                                                              | Bí thư Tỉnh ủy Ninh Bình                                                                                 |                        | Tổng Kiểm toán Nhà nước | 8/2011-5/2013                         |
| 31  | Đinh Tiến Dũng (1961-)                                 | Ninh Bình             | Bộ trưởng Bộ Tài chính                                                       | Bí thư Tỉnh ủy Ninh Bình                                                                                 | 5/2013-1/2016          | |                                       |
| 32  | Mai Tiến Dũng (1959-)                                  | Hà Nam                |                                                                              | Phó bí thư Tỉnh ủy Chủ tịch Ủy ban Nhân dân tỉnh Hà Nam                                                  |                        | Bí thư Tỉnh uỷ Hà Nam | 11/2014-1/2016                        |
| 33  | Nguyễn Chí Dũng (1960-)                                | Hà Tĩnh               |                                                                              | Bí thư Tỉnh ủy Ninh Thuận                                                                                |                        | Thứ trưởng Bộ Kế hoạch và Đầu tư                                                                                               | 2/2014-1/2016                         |
| 34  | Nguyễn Tấn Dũng (1949-)                                | Cà Mau                |                                                                              | Thủ tướng Chính phủ                                                                                      |                        | Thủ tướng Chính phủ | 7/2011-1/2016                         |
| 35  | Phan Xuân Dũng (1960-)                                 | Hà Tĩnh               |                                                                              | Phó Chủ nhiệm Ủy ban Khoa học - Công nghệ và Môi trường Quốc hội                                         |                        | Ủy viên Thường vụ Quốc hội Chủ nhiệm Ủy ban Khoa học-Công nghệ-Môi trường Quốc hội                                             | 7/2011-1/2016                         |
| 36  | Trần Trí Dũng (1959-)                                  | Trà Vinh              |                                                                              | Bí thư Tỉnh ủy Trà Vinh                                                                                  |                        | Bí thư Tỉnh ủy Trà Vinh | 2010-1/2016                           |
| 37  | Trịnh Đình Dũng (1956-)                                | Vĩnh Phúc             |                                                                              | Thứ trưởng Bộ Xây dựng                                                                                   |                        | Bộ trưởng Bộ Xây dựng | 8/2011-1/2016                         |
| 38  | Võ Văn Dũng (1960-)                                    | Bạc Liêu              |                                                                              | Bí thư Tỉnh ủy Bạc Liêu                                                                                  |                        | Phó trưởng Ban Nội chính Trung Ương                                                                                            | 2/10/2015-1/2016                      |
| 39  | Mai Thế Dương (1954-)                                  | Bắc Kạn               |                                                                              | Phó Chủ nhiệm Ủy ban Kiểm tra Trung ương                                                                 |                        | Phó Chủ nhiệm thường trực Ủy ban Kiểm tra Trung ương                                                                           | 2/2011-1/2016                         |
| 40  | Vũ Đức Đam (1963-)                                     | Hải Dương             |                                                                              | Bí thư Tỉnh ủy Quảng Ninh                                                                                |                        | Chủ nhiệm Văn phòng Chính phủ                                                                                                  | 7/2011-11/2013                        |
| 40  | Vũ Đức Đam (1963-)                                     | Hải Dương             | Phó Thủ tướng Chính phủ                                                      | Bí thư Tỉnh ủy Quảng Ninh                                                                                | 11/2013-1/2016         | |                                       |
| 41  | Thiếu tướng→Trung tướng Trần Đơn (1957-)               | Long An               |                                                                              | Phó Tư lệnh kiêm Tham mưu trưởng Quân khu 7                                                              |                        | Tư lệnh Quân khu 7 | 2011-10/2015                          |
| 41  | Thiếu tướng→Trung tướng Trần Đơn (1957-)               | Long An               | Thứ trưởng Bộ Quốc phòng                                                     | Phó Tư lệnh kiêm Tham mưu trưởng Quân khu 7                                                              | 10/2015-1/2016         | |                                       |
| 42  | Trung tướng→Thượng tướng Lê Hữu Đức (1955-)            | Phú Thọ               |                                                                              | Thứ trưởng Bộ Quốc phòng                                                                                 |                        | Thứ trưởng Bộ Quốc phòng | 8/2011-1/2016                         |
| 43  | Phạm Xuân Đương (1956-)                                | Nam Định              |                                                                              | Bí thư Tỉnh ủy Chủ tịch Ủy ban Nhân dân tỉnh Thái Nguyên                                                 |                        | Phó Trưởng ban Thường trực Ban Kinh tế Trung ương                                                                              | 1/2013-1/2016                         |
| 44  | Lò Văn Giàng (1956-)                                   | Điện Biên             |                                                                              | Bí thư Tỉnh ủy Lai Châu                                                                                  |                        | Phó Trưởng Ban Dân vận Trung ương                                                                                              | 3/2015-1/2016                         |
| 45  | Nguyễn Văn Giàu (1957-)                                | An Giang              |                                                                              | Thống đốc Ngân hàng Nhà nước Việt Nam                                                                    |                        | Ủy viên Thường vụ Quốc hội Chủ nhiệm Ủy ban Kinh tế Quốc hội                                                                   | 7/2011-1/2016                         |
| 46  | Nguyễn Thị Thu Hà (1956-)                              | Tây Ninh              |                                                                              | Phó Bí thư Thành ủy Thành phố Hồ Chí Minh                                                                |                        | Phó Bí thư Thành ủy Thành phố Hồ Chí Minh                                                                                      | 2010-10/2015                          |
| 47  | Phạm Hồng Hà (1958-)                                   | Nam Định              |                                                                              | Bí thư Tỉnh ủy Chủ tịch Hội đồng Nhân dân tỉnh Nam Định                                                  |                        | Thứ trưởng Bộ Xây dựng | 2/2015-1/2016                         |
| 48  | Hoàng Trung Hải (1959-)                                | Thái Bình             |                                                                              | Phó Thủ tướng Chính phủ                                                                                  |                        | Phó Thủ tướng Chính phủ | 7/2011-1/2016                         |
| 49  | Lê Thanh Hải (1950-)                                   | Tiền Giang            |                                                                              | Bí thư Thành ủy Thành phố Hồ Chí Minh                                                                    |                        | Bí thư Thành ủy Thành phố Hồ Chí Minh                                                                                          | 2010-1/2016                           |
| 50  | Nguyễn Đức Hải (1961-)                                 | Quảng Nam             |                                                                              | Bí thư Tỉnh ủy Quảng Nam                                                                                 |                        | Phó Chủ nhiệm Ủy ban Kiểm tra Trung ương                                                                                       | 11/1/2015-1/2016                      |
| 51  | Trần Lưu Hải (1953-)                                   | Phú Thọ               |                                                                              | Phó trưởng Ban Tổ chức Trung ương                                                                        |                        | Phó Trưởng ban thường trực Ban Tổ chức Trung ương                                                                              | 2/2011-1/2016                         |
| 52  | Trần Văn Hằng (1953-)                                  | Nghệ An               |                                                                              | Phó trưởng Ban Tuyên giáo Trung ương                                                                     |                        | Ủy viên Thường vụ Quốc hội Chủ nhiệm Ủy ban Đối ngoại Quốc hội                                                                 | 7/2011-1/2016                         |
| 53  | Phùng Quốc Hiển (1958-)                                | Phú Thọ               |                                                                              | Ủy viên Thường vụ Quốc hội Chủ nhiệm Ủy ban Tài chính - Ngân sách Quốc hội                               |                        | Ủy viên Thường vụ Quốc hội Chủ nhiệm Ủy ban Tài chính - Ngân sách Quốc hội                                                     | 7/2011-1/2016                         |
| 54  | Phó Đô đốc→Đô đốc Nguyễn Văn Hiến (1954-)              | Ninh Bình             |                                                                              | Thứ trưởng Bộ Quốc phòng Tư lệnh Quân chủng Hải quân                                                     |                        | Thứ trưởng Bộ Quốc phòng | 8/2011-1/2016                         |
| 55  | Trung tướng→Thượng tướng Đặng Văn Hiếu (1953-)         | Ninh Bình             |                                                                              | Thứ trưởng Bộ Công an                                                                                    |                        | Thứ trưởng thường trực Bộ Công an                                                                                              | 8/2011-1/2016                         |
| 56  | Thiếu tướng→Trung tướng Dương Đức Hòa (1955-)          | Phú Thọ               |                                                                              | Tư lệnh Quân khu 2                                                                                       |                        | Tư lệnh Quân khu 2 | 2011-1/2016                           |
| 57  | Nguyễn Thị Thanh Hòa (1954-)                           | Bắc Ninh              |                                                                              | Chủ tịch Hội Liên hiệp Phụ nữ Việt Nam                                                                   |                        | Chủ tịch Hội Liên hiệp Phụ nữ Việt Nam                                                                                         | 2010-1/2016                           |
| 58  | Trung tướng→Thượng tướng Phương Minh Hòa (1955-)       | Hà Nội                |                                                                              | Tư lệnh Quân chủng Phòng không - Không quân                                                              |                        | Phó Chủ nhiệm Tổng cục Chính trị Quân đội Nhân dân Việt Nam                                                                    | 6/2015-1/2016                         |
| 59  | Bùi Thị Minh Hoài (1965-)                              | Hà Nam                |                                                                              | Phó Chủ tịch Thường trực Hội Nông dân Việt Nam                                                           |                        | Phó Chủ nhiệm Ủy ban Kiểm tra Trung ương                                                                                       | 2/2011-1/2016                         |
| 60  | Vũ Huy Hoàng (1953-)                                   | Hải Phòng             |                                                                              | Bộ trưởng Bộ Công Thương                                                                                 |                        | Bộ trưởng Bộ Công Thương | 8/2011-1/2016                         |
| 61  | Vũ Ngọc Hoàng (1953-)                                  | Quảng Nam             |                                                                              | Phó Trưởng Ban Tuyên giáo Trung ương                                                                     |                        | Phó Trưởng ban Thường trực Ban Tuyên giáo Trung ương                                                                           | 2/2011-1/2016                         |
| 62  | Vương Đình Huệ (1957-)                                 | Nghệ An               |                                                                              | Tổng Kiểm toán Nhà nước                                                                                  |                        | Bộ trưởng Bộ Tài chính | 8/2011-12/2012                        |
| 62  | Vương Đình Huệ (1957-)                                 | Nghệ An               | Trưởng ban Kinh tế Trung ương                                                | Tổng Kiểm toán Nhà nước                                                                                  | 12/2012-1/2016         | |                                       |
| 63  | Nguyễn Sinh Hùng (1946-)                               | Nghệ An               |                                                                              | Phó Thủ tướng Thường trực                                                                                |                        | Chủ tịch Quốc hội | 7/2011-1/2016                         |
| 64  | Trung tướng→Thượng tướng Phạm Xuân Hùng (1953-)        | Nam Định              |                                                                              | Phó Tổng Tham mưu trưởng Quân đội Nhân dân Việt Nam                                                      |                        | Phó Tổng Tham mưu trưởng Quân đội Nhân dân Việt Nam                                                                            | 2010-1/2016                           |
| 65  | Trần Quốc Huy (1955-)                                  | Tây Ninh              |                                                                              | Bí thư Tỉnh ủy Đắc Nông                                                                                  |                        | Bí thư Tỉnh ủy Đắc Nông | 2010-10/2015                          |
| 66  | Đinh Thế Huynh (1953-)                                 | Nam Định              |                                                                              | Tổng Biên tập Báo Nhân Dân                                                                               |                        | Trưởng Ban Tuyên giáo Trung ương                                                                                               | 2/2011-1/2016                         |
| 66  | Đinh Thế Huynh (1953-)                                 | Nam Định              |                                                                              | Tổng Biên tập Báo Nhân Dân                                                                               |                        | Trưởng Ban Tuyên giáo Trung ương                                                                                               | 2/2011-1/2016                         |
| 67  | Nguyễn Tấn Hưng (1955-)                                | Bình Phước            |                                                                              | Bí thư Tỉnh ủy Chủ tịch Hội đồng Nhân dân tỉnh Bình Phước                                                |                        | Bí thư Tỉnh ủy Bình Phước | 2010-10/2010                          |
| 67  | Nguyễn Tấn Hưng (1955-)                                | Bình Phước            | Chủ tịch Hội đồng Nhân dân tỉnh Bình Phước                                   | Bí thư Tỉnh ủy Chủ tịch Hội đồng Nhân dân tỉnh Bình Phước                                                | 2010-1/2016            | |                                       |
| 68  | Thuận Hữu (1958-)                                      | Hà Tĩnh               |                                                                              | Phó Tổng Biên tập Báo Nhân Dân                                                                           |                        | Tổng Biên tập Báo Nhân Dân | 2/2011-1/2016                         |
| 69  | Nguyễn Tuấn Khanh (1954-)                              | An Giang              |                                                                              | Phó trưởng Ban Tổ chức Trung ương                                                                        |                        | Phó trưởng Ban Tổ chức Trung ương                                                                                              | 2/2011-1/2016                         |
| 70  | Nguyễn Doãn Khánh (1956-)                              | Phú Thọ               |                                                                              | Bí thư Tỉnh ủy Phú Thọ                                                                                   |                        | Phó Trưởng Ban Nội chính Trung ương                                                                                            | 2/2013-1/2016                         |
| 71  | Trung tướng→Thượng tướng Trương Quang Khánh (1953-)    | Quảng Nam             |                                                                              | Thứ trưởng Bộ Quốc phòng                                                                                 |                        | Thứ trưởng Bộ Quốc phòng | 8/2011-1/2016                         |
| 72  | Hà Thị Khiết (1950-)                                   | Tuyên Quang           |                                                                              | Trưởng Ban Dân vận Trung ương                                                                            |                        | Trưởng Ban Dân vận Trung ương                                                                                                  | 1/2011-1/2016                         |
| 73  | Phùng Thanh Kiểm (1958-)                               | Lạng Sơn              |                                                                              | Bí thư Tỉnh ủy Lạng Sơn                                                                                  |                        | Bí thư Tỉnh ủy Lạng Sơn | 2010-10/2010                          |
| 73  | Phùng Thanh Kiểm (1958-)                               | Lạng Sơn              | Chủ tịch Hội đồng Nhân dân tỉnh Lạng Sơn                                     | Bí thư Tỉnh ủy Lạng Sơn                                                                                  | 2010-1/2016            | |                                       |
| 74  | Vũ Trọng Kim (1953-)                                   | Đà Nẵng               |                                                                              | Phó Chủ tịch - Tổng Thư ký Ủy ban Trung ương Mặt trận Tổ quốc Việt Nam                                   |                        | Phó Chủ tịch - Tổng Thư ký Ủy ban Trung ương Mặt trận Tổ quốc Việt Nam                                                         | 2010-1/2016                           |
| 75  | Trung tướng→Thượng tướng Tô Lâm (1957-)                | Hưng Yên              |                                                                              | Thứ trưởng Bộ Công an                                                                                    |                        | Thứ trưởng Bộ Công an | 8/2011-1/2016                         |
| 76  | Trung tướng→Đại tướng Ngô Xuân Lịch (1954-)            | Hà Nam                |                                                                              | Phó Chủ nhiệm Tổng cục Chính trị Quân đội Nhân dân Việt Nam                                              |                        | Chủ nhiệm Tổng cục Chính trị Quân đội Nhân dân Việt Nam                                                                        | 2011-1/2016                           |
| 76  | Trung tướng→Đại tướng Ngô Xuân Lịch (1954-)            | Hà Nam                |                                                                              | Phó Chủ nhiệm Tổng cục Chính trị Quân đội Nhân dân Việt Nam                                              |                        | Chủ nhiệm Tổng cục Chính trị Quân đội Nhân dân Việt Nam                                                                        | 2011-1/2016                           |
| 77  | Đào Tấn Lộc (1953-)                                    | Phú Yên               |                                                                              | Bí thư Tỉnh ủy Chủ tịch Hội đồng Nhân dân tỉnh Phú Yên                                                   |                        | Bí thư Tỉnh ủy Phú Yên | 2010-10/2015                          |
| 78  | Phạm Vũ Luận (1955-)                                   | Hà Nội                |                                                                              | Bộ trưởng Bộ Giáo dục và Đào tạo                                                                         |                        | Bộ trưởng Bộ Giáo dục và Đào tạo                                                                                               | 8/2011-1/2016                         |
| 79  | Uông Chu Lưu (1955-)                                   | Hà Tĩnh               |                                                                              | Phó Chủ tịch Quốc hội                                                                                    |                        | Phó Chủ tịch Quốc hội | 7/2011-1/2016                         |
| 80  | Trương Thị Mai (1958-)                                 | Quảng Bình            |                                                                              | Ủy viên Thường vụ Quốc hội Chủ nhiệm Ủy ban về các vấn đề xã hội Quốc hội                                |                        | Ủy viên Thường vụ Quốc hội Chủ nhiệm Ủy ban về các vấn đề xã hội Quốc hội                                                      | 7/2011-1/2016                         |
| 81  | Trần Thanh Mẫn (1962-)                                 | Hậu Giang             |                                                                              | Phó Bí thư Thành ủy Chủ tịch Ủy ban Nhân dân Thành phố Cần Thơ                                           |                        | Bí thư Thành ủy Thành phố Cần Thơ                                                                                              | 2/2011-9/2015                         |
| 81  | Trần Thanh Mẫn (1962-)                                 | Hậu Giang             | Phó Chủ tịch Ủy ban Trung ương Mặt trận Tổ quốc Việt Nam                     | Phó Bí thư Thành ủy Chủ tịch Ủy ban Nhân dân Thành phố Cần Thơ                                           | 10/2015-1/2016         | |                                       |
| 82  | Châu Văn Minh (1961-)                                  | Thừa Thiên Huế        |                                                                              | Chủ tịch Viện Khoa học và Công nghệ Việt Nam                                                             |                        | Chủ tịch Viện Hàn lâm Khoa học và Công nghệ Việt Nam                                                                           | 2010-1/2016                           |
| 83  | Nguyễn Tuấn Minh (1953-)                               | Bà Rịa – Vũng Tàu     |                                                                              | Bí thư Tỉnh ủy Chủ tịch Hội đồng Nhân dân tỉnh Bà Rịa – Vũng Tàu                                         |                        | Bí thư Tỉnh ủy Bà Rịa – Vũng Tàu                                                                                               | 2010-10/2015                          |
| 84  | Phạm Bình Minh (1959-)                                 | Nam Định              |                                                                              | Thứ trưởng Thường trực Bộ Ngoại giao                                                                     |                        | Phó Thủ tướng Chính phủ kiêm Bộ trưởng Bộ Ngoại giao                                                                           | 8/2011-1/2016                         |
| 85  | Trần Bình Minh (1958-)                                 | Hưng Yên              |                                                                              | Phó Tổng Giám đốc Đài Truyền hình Việt Nam                                                               |                        | Tổng Giám đốc Đài Truyền hình Việt Nam                                                                                         | 5/2011-1/2016                         |
| 86  | Trần Văn Minh (1955-)                                  | Đà Nẵng               |                                                                              | Phó Bí thư Thành ủy Chủ tịch Ủy ban Nhân dân Thành phố Đà Nẵng                                           |                        | Phó Trưởng Ban Tổ chức Trung ương                                                                                              | 8/2011-1/2016                         |
| 87  | Trung tướng→Thượng tướng Bùi Văn Nam (1955-)           | Nam Định              |                                                                              | Thứ trưởng Bộ Công an                                                                                    |                        | Bí thư tỉnh ủy Ninh Bình | 8/2011-8/2013                         |
| 87  | Trung tướng→Thượng tướng Bùi Văn Nam (1955-)           | Nam Định              | Thứ trưởng Bộ Công an (Việt Nam)                                             | Thứ trưởng Bộ Công an                                                                                    | 8/2013-1/2016          | |                                       |
| 88  | Thiếu tướng→Trung tướng Nguyễn Phương Nam (1957-)      | Cà Mau                |                                                                              | Phó Tư lệnh kiêm Tham mưu trưởng Quân khu 9                                                              |                        | Tư lệnh Quân khu 9 | 2011-10/2015                          |
| 88  | Thiếu tướng→Trung tướng Nguyễn Phương Nam (1957-)      | Cà Mau                | Phó Tổng Tham mưu trưởng Quân đội Nhân dân Việt Nam                          | Phó Tư lệnh kiêm Tham mưu trưởng Quân khu 9                                                              | 10/2015-1/2016         | |                                       |
| 89  | Nguyễn Văn Nên (1957-)                                 | Tây Ninh              |                                                                              | Bí thư Tỉnh ủy Tây Ninh                                                                                  |                        | Bộ trưởng, Chủ nhiệm Văn phòng Chính phủ                                                                                       | 8/2011-1/2016                         |
| 90  | Nguyễn Thị Kim Ngân (1954-)                            | Bến Tre               |                                                                              | Bộ trưởng Bộ Lao động - Thương binh và Xã hội                                                            |                        | Phó Chủ tịch Quốc hội | 7/2011-1/2016                         |
| 90  | Nguyễn Thị Kim Ngân (1954-)                            | Bến Tre               |                                                                              | Bộ trưởng Bộ Lao động - Thương binh và Xã hội                                                            |                        | Phó Chủ tịch Quốc hội | 7/2011-1/2016                         |
| 91  | Phạm Quang Nghị (1949-)                                | Thanh Hóa             |                                                                              | Bí thư Thành ủy Hà Nội                                                                                   |                        | Bí thư Thành ủy Hà Nội | 2010-1/2016                           |
| 92  | Trương Quang Nghĩa (1958-)                             | Quảng Nam             |                                                                              | Bí thư Đảng ủy Khối Doanh nghiệp Trung ương                                                              |                        | Bí thư tỉnh ủy Sơn La | 6/2012-2/2015                         |
| 92  | Trương Quang Nghĩa (1958-)                             | Quảng Nam             | Phó Trưởng ban Kinh tế Trung ương                                            | Bí thư Đảng ủy Khối Doanh nghiệp Trung ương                                                              | 2/2015-1/2016          | |                                       |
| 93  | Trung tướng→Thượng tướng Phạm Quý Ngọ (1954-2014)      | Thái Bình             |                                                                              | Thứ trưởng Bộ Công an, Thủ trưởng cơ quan Cảnh sát điều tra Bộ Công an                                   |                        | Thứ trưởng Bộ Công an | 8/2011-2014 mất khi đang tại nhiệm    |
| 94  | Hồ Mẫu Ngoạt (1956-)                                   | Nghệ An               |                                                                              | Phó Chánh Văn phòng Trung ương Đảng                                                                      |                        | Trợ lý Tổng Bí thư phụ trách Văn phòng Tổng Bí thư                                                                             | 7/2011-1/2016                         |
| 95  | Trần Thế Ngọc (1955-)                                  | Tiền Giang            |                                                                              | Bí thư Tỉnh ủy Tiền Giang                                                                                |                        | Bí thư Tỉnh ủy Tiền Giang | 2010-10/2015                          |
| 96  | Nguyễn Thiện Nhân (1953-)                              | Trà Vinh              |                                                                              | Phó Thủ tướng Chính phủ                                                                                  |                        | Chủ tịch Ủy ban Trung ương Mặt trận Tổ quốc Việt Nam                                                                           | 09/2013-1/2016                        |
| 97  | Hà Sơn Nhin (1954-)                                    | Gia Lai               |                                                                              | Bí thư Tỉnh ủy Gia Lai                                                                                   |                        | Bí thư Tỉnh ủy Gia Lai | 2010-10/2015                          |
| 98  | Mai Văn Ninh (1957-)                                   | Thanh Hóa             |                                                                              | Bí thư Tỉnh ủy Chủ tịch Hội đồng Nhân dân tỉnh Thanh Hoá                                                 |                        | Phó Trưởng ban Tuyên giáo Trung ương                                                                                           | 11/2014-1/2016                        |
| 99  | Vũ Văn Ninh (1955-)                                    | Nam Định              |                                                                              | Bộ trưởng Bộ Tài chính                                                                                   |                        | Phó Thủ tướng Chính phủ Trưởng ban Chỉ đạo Tây Nam Bộ                                                                          | 8/2011-1/2016                         |
| 100 | Nguyễn Thị Nương (1955-)                               | Cao Bằng              |                                                                              | Phó Trưởng Ban Dân vận Trung ương                                                                        |                        | Ủy viên Thường vụ Quốc hội Trưởng ban Công tác đại biểu Quốc hội Phó trưởng ban Tổ chức Trung ương                             | 2011-1/2016                           |
| 101 | Nguyễn Đình Phách (1954-)                              | Hưng Yên              |                                                                              | Phó Chủ nhiệm Ủy ban Kiểm tra Trung ương                                                                 |                        | Bí thư Tỉnh ủy Thái Nguyên | 2/2013-10/2015                        |
| 102 | Cao Đức Phát (1956-)                                   | Nam Định              |                                                                              | Bộ trưởng Bộ Nông nghiệp và phát triển nông thôn                                                         |                        | Bộ trưởng Bộ Nông nghiệp và phát triển nông thôn                                                                               | 8/2011-1/2016                         |
| 103 | Trung tướng→Thượng tướng Mai Quang Phấn (1953-)        | Thanh Hóa             |                                                                              | Chính ủy Quân khu 4                                                                                      |                        | Phó Chủ nhiệm Tổng cục Chính trị Quân đội Nhân dân Việt Nam                                                                    | 3/2012-1/2016                         |
| 104 | Nguyễn Thành Phong (1962-)                             | Bến Tre               |                                                                              | Bí thư Tỉnh ủy Bến Tre                                                                                   |                        | Phó Bí thư Thành ủy thành phố Hồ Chí Minh                                                                                      | 3/2015-1/2016                         |
| 105 | Tòng Thị Phóng (1954-)                                 | Sơn La                |                                                                              | Phó Chủ tịch Quốc hội                                                                                    |                        | Phó Chủ tịch Quốc hội | 7/2011-1/2016                         |
| 106 | Lê Hữu Phúc (1954-)                                    | Quảng Trị             |                                                                              | Bí thư Tỉnh ủy Chủ tịch Hội đồng Nhân dân tỉnh Quảng Trị                                                 |                        | Bí thư Tỉnh ủy Quảng Trị | 2010-10/2015                          |
| 106 | Lê Hữu Phúc (1954-)                                    | Quảng Trị             | Chủ tịch Hội đồng Nhân dân tỉnh Quảng Trị                                    | Bí thư Tỉnh ủy Chủ tịch Hội đồng Nhân dân tỉnh Quảng Trị                                                 | 2010-1/2016            | |                                       |
| 107 | Nguyễn Hạnh Phúc (1959-)                               | Thái Bình             |                                                                              | Bí thư Tỉnh ủy Chủ tịch Hội đồng Nhân dân tỉnh Thái Bình                                                 |                        | Ủy viên Thường vụ Quốc hội Chủ nhiệm Văn phòng Quốc hội                                                                        | 8/2011-1/2016                         |
| 108 | Nguyễn Xuân Phúc (1954-)                               | Quảng Nam             |                                                                              | Bộ trưởng Chủ nhiệm Văn phòng Chính phủ                                                                  |                        | Phó Thủ tướng Chính phủ Trưởng ban Chỉ đạo Tây Bắc                                                                             | 8/2011-1/2016                         |
| 109 | Võ Văn Phuông (1960-)                                  | Tây Ninh              |                                                                              | Phó Bí thư Tỉnh ủy Tây Ninh                                                                              |                        | Bí thư tỉnh ủy Tây Ninh | 7/2011-8/2015                         |
| 109 | Võ Văn Phuông (1960-)                                  | Tây Ninh              | Phó Trưởng Ban Tuyên giáo Trung ương                                         | Phó Bí thư Tỉnh ủy Tây Ninh                                                                              | 8/2015-1/2016          | |                                       |
| 110 | Giàng Seo Phử (1951-)                                  | Lào Cai               |                                                                              | Bộ trưởng Chủ nhiệm Ủy ban Dân tộc                                                                       |                        | Bộ trưởng Chủ nhiệm Ủy ban Dân tộc                                                                                             | 8/2011-1/2016                         |
| 111 | Ksor Phước (1954-)                                     | Gia Lai               |                                                                              | Chủ tịch Hội đồng Dân tộc Quốc hội                                                                       |                        | Chủ tịch Hội đồng Dân tộc | 7/2011-1/2016                         |
| 112 | Lê Thanh Quang (1960-)                                 | Khánh Hòa             |                                                                              | Bí thư Tỉnh ủy Chủ tịch Hội đồng Nhân dân tỉnh Khánh Hòa                                                 |                        | Bí thư Tỉnh ủy Chủ tịch Hội đồng Nhân dân tỉnh Khánh Hòa                                                                       | 2010-1/2016                           |
| 113 | Nguyễn Minh Quang (1953-)                              | Hà Tĩnh               |                                                                              | Bí thư Đảng ủy khối cơ quan Trung ương                                                                   |                        | Bộ trưởng Bộ Tài nguyên Môi trường                                                                                             | 8/2011-1/2016                         |
| 114 | Trung tướng→Đại tướng Trần Đại Quang (1956-)           | Ninh Bình             |                                                                              | Thứ trưởng Bộ Công an                                                                                    |                        | Bộ trưởng Bộ Công an Trưởng ban Chỉ đạo Tây Nguyên                                                                             | 8/2011-1/2016                         |
| 115 | Hoàng Bình Quân (1959-)                                | Thái Bình             |                                                                              | Trưởng Ban Đối ngoại Trung ương                                                                          |                        | Trưởng Ban Đối ngoại Trung ương                                                                                                | 1/2011-1/2016                         |
| 116 | Lê Hoàng Quân (1953-)                                  | Bình Dương            |                                                                              | Phó bí thư Thành ủy Chủ tịch Ủy ban Nhân dân Thành phố Hồ Chí Minh                                       |                        | Phó bí thư Thành ủy Thành phố Hồ Chí Minh                                                                                      | 2010-10/2015                          |
| 116 | Lê Hoàng Quân (1953-)                                  | Bình Dương            | Chủ tịch Ủy ban Nhân dân Thành phố Hồ Chí Minh                               | Phó bí thư Thành ủy Chủ tịch Ủy ban Nhân dân Thành phố Hồ Chí Minh                                       | 2010-1/2016            | |                                       |
| 117 | Nguyễn Quân (1955-)                                    | Thái Bình             |                                                                              | Thứ trưởng Thường trực Bộ Khoa học và Công nghệ                                                          |                        | Bộ trưởng Bộ Khoa học và Công nghệ                                                                                             | 8/2011-1/2016                         |
| 118 | Nguyễn Tấn Quyên (1953-)                               | Trà Vinh              |                                                                              | Bí thư Thành ủy Chủ tịch Hội đồng Nhân dân thành phố Cần Thơ                                             |                        | Phó Chủ nhiệm Ủy ban Kiểm tra Trung ương                                                                                       | 2/2011-1/2016                         |
| 119 | Bùi Thanh Quyến (1956-)                                | Hải Dương             |                                                                              | Bí thư Tỉnh ủy Chủ tịch Hội đồng Nhân dân tỉnh Hải Dương                                                 |                        | Bí thư Tỉnh ủy Hải Dương | 2010-10/2015                          |
| 119 | Bùi Thanh Quyến (1956-)                                | Hải Dương             | Chủ tịch Hội đồng Nhân dân tỉnh Hải Dương                                    | Bí thư Tỉnh ủy Chủ tịch Hội đồng Nhân dân tỉnh Hải Dương                                                 | 2010-1/2016            | |                                       |
| 120 | Nguyễn Văn Quynh (1953-)                               | Hải Phòng             |                                                                              | Phó Trưởng Ban Tổ chức Trung ương                                                                        |                        | Phó Trưởng Ban Tổ chức Trung ương                                                                                              | 2/2011-1/2016                         |
| 121 | Tô Huy Rứa (1947-)                                     | Thanh Hóa             |                                                                              | Trưởng Ban Tuyên giáo Trung ương                                                                         |                        | Trưởng Ban Tổ chức Trung ương                                                                                                  | 2/2011-1/2016                         |
| 121 | Tô Huy Rứa (1947-)                                     | Thanh Hóa             |                                                                              | Trưởng Ban Tuyên giáo Trung ương                                                                         |                        | Trưởng Ban Tổ chức Trung ương                                                                                                  | 2/2011-1/2016                         |
| 122 | Trương Tấn Sang (1949-)                                | Long An               |                                                                              | Thường trực Ban Bí thư                                                                                   |                        | Chủ tịch nước | 7/2011-1/2016                         |
| 122 | Trương Tấn Sang (1949-)                                | Long An               |                                                                              | Thường trực Ban Bí thư                                                                                   |                        | Chủ tịch nước | 7/2011-1/2016                         |
| 123 | Phan Văn Sáu (1959-)                                   | Đồng Tháp             |                                                                              | Bí thư Tỉnh ủy An Giang                                                                                  |                        | Bí thư Tỉnh ủy Chủ tịch Hội đồng Nhân dân tỉnh An Giang                                                                        | 2010-10/2015                          |
| 123 | Phan Văn Sáu (1959-)                                   | Đồng Tháp             | Phó trưởng Ban Kinh tế Trung ương                                            | Bí thư Tỉnh ủy An Giang                                                                                  | 10/2015-1/2016         | |                                       |
| 124 | Nguyễn Bắc Son (1953-)                                 | Hà Nội                |                                                                              | Phó Trưởng Ban Tuyên giáo Trung ương                                                                     |                        | Bộ trưởng Bộ Thông tin và Truyền thông Phó trưởng Ban Tuyên giáo Trung ương                                                    | 2011-1/2016                           |
| 125 | Hồ Xuân Sơn (1956-)                                    | Quảng Trị             |                                                                              | Thứ trưởng Bộ Ngoại giao                                                                                 |                        | Thứ trưởng Bộ Ngoại giao | 8/2011-1/2016                         |
| 126 | Thượng tướng Huỳnh Ngọc Sơn (1951-)                    | Đà Nẵng               |                                                                              | Phó Chủ tịch Quốc hội                                                                                    |                        | Phó Chủ tịch Quốc hội | 7/2011-1/2016                         |
| 127 | Nguyễn Thanh Sơn (1960-)                               | Kiên Giang            |                                                                              | Phó bí thư Tỉnh ủy Chủ tịch Ủy ban Nhân dân tỉnh Kiên Giang                                              |                        | Bí thư tỉnh ủy Chủ tịch Hội đồng Nhân dân tỉnh Kiên Giang                                                                      | 7/2011-1/2015                         |
| 127 | Nguyễn Thanh Sơn (1960-)                               | Kiên Giang            | Phó Chủ nhiệm Ủy ban Kiểm tra Trung ương                                     | Phó bí thư Tỉnh ủy Chủ tịch Ủy ban Nhân dân tỉnh Kiên Giang                                              | 11/1/2015-1/2016       | |                                       |
| 128 | Thào Xuân Sùng (1958-)                                 | Sơn La                |                                                                              | Bí thư Tỉnh ủy Chủ tịch Hội đồng Nhân dân tỉnh Sơn La                                                    |                        | Phó Trưởng Ban Dân vận Trung ương                                                                                              | 6/2012-1/2016                         |
| 129 | Lê Vĩnh Tân (1958-)                                    | Đồng Tháp             |                                                                              | Bí thư Tỉnh ủy Đồng Tháp                                                                                 |                        | Phó trưởng ban Kinh tế Trung ương                                                                                              | 12/2013-9/2015                        |
| 129 | Lê Vĩnh Tân (1958-)                                    | Đồng Tháp             | Thứ trưởng Bộ Nội vụ                                                         | Bí thư Tỉnh ủy Đồng Tháp                                                                                 | 9/2015-1/2016          | |                                       |
| 130 | Tạ Ngọc Tấn (1954-)                                    | Phú Thọ               |                                                                              | Tổng Biên tập Tạp chí Cộng sản                                                                           |                        | Giám đốc Học viện Chính trị - Hành chính Quốc gia Hồ Chí Minh                                                                  | 3/2011-1/2016                         |
| 131 | Ngô Thị Doãn Thanh (1957-)                             | Hà Nội                |                                                                              | Phó Bí thư Thành ủy Chủ tịch Hội đồng Nhân dân Thành phố Hà Nội                                          |                        | Phó Trưởng ban Dân vận Trung ương                                                                                              | 3/2015-1/2016                         |
| 132 | Nguyễn Bá Thanh (1953-2015)                            | Đà Nẵng               |                                                                              | Bí thư Thành ủy Chủ tịch Hội đồng Nhân dân Thành phố Đà Nẵng                                             |                        | Trưởng ban Ban Nội chính Trung ương                                                                                            | 12/2012-2/2015 mất khi đang tại nhiệm |
| 132 | Nguyễn Bá Thanh (1953-2015)                            | Đà Nẵng               | Phó trưởng ban thường trực Ban Chỉ đạo Trung ương về phòng, chống tham nhũng | Bí thư Thành ủy Chủ tịch Hội đồng Nhân dân Thành phố Đà Nẵng                                             | 2/2013-2/2015          | |                                       |
| 133 | Đại tướng Phùng Quang Thanh (1949-)                    | Vĩnh Phúc             |                                                                              | Bộ trưởng Bộ Quốc phòng                                                                                  |                        | Bộ trưởng Bộ Quốc phòng | 8/2011-1/2016                         |
| 134 | Nguyễn Văn Thành (1957-)                               | Ninh Bình             |                                                                              | Bí thư Thành ủy Hải Phòng                                                                                |                        | Phó Chánh Văn phòng Trung ương Đảng                                                                                            | 12/2014-1/2016                        |
| 135 | Trần Đình Thành (1955-)                                | Bà Rịa – Vũng Tàu     |                                                                              | Bí thư Tỉnh ủy Chủ tịch Hội đồng Nhân dân tỉnh Đồng Nai                                                  |                        | Bí thư Tỉnh ủy Đồng Nai | 2010-10/2015                          |
| 136 | Nguyễn Thế Thảo (1952-)                                | Bắc Ninh              |                                                                              | Phó bí thư Thành ủy Chủ tịch Ủy ban Nhân dân Thành phố Hà Nội                                            |                        | Phó bí thư Thành ủy Hà Nội | 2010-11/2015                          |
| 136 | Nguyễn Thế Thảo (1952-)                                | Bắc Ninh              | Chủ tịch Ủy ban Nhân dân Thành phố Hà Nội                                    | Phó bí thư Thành ủy Chủ tịch Ủy ban Nhân dân Thành phố Hà Nội                                            | 2010-1/2016            | |                                       |
| 137 | Đinh La Thăng (1960-)                                  | Nam Định              |                                                                              | Chủ tịch Hội đồng thành viên Tập đoàn Dầu khí Việt Nam                                                   |                        | Bộ trưởng Bộ Giao thông Vận tải                                                                                                | 8/2011-1/2016                         |
| 138 | Nguyễn Xuân Thắng (1957-)                              | Nghệ An               |                                                                              | Phó Chủ tịch Viện Khoa học xã hội Việt Nam                                                               |                        | Chủ tịch Viện Hàn lâm Khoa học xã hội Việt Nam                                                                                 | 2010-1/2016                           |
| 139 | Sơn Minh Thắng (1960-)                                 | Trà Vinh              |                                                                              | Phó Chủ tịch Hội đồng Nhân dân tỉnh Trà Vinh                                                             |                        | Phó Bí thư Tỉnh ủy Sóc Trăng                                                                                                   | 3/2014-9/2015                         |
| 139 | Sơn Minh Thắng (1960-)                                 | Trà Vinh              | Phó Chủ nhiệm Ủy ban Dân tộc Chính phủ                                       | Phó Chủ tịch Hội đồng Nhân dân tỉnh Trà Vinh                                                             | 7/2011-3/2014          | |                                       |
| 139 | Sơn Minh Thắng (1960-)                                 | Trà Vinh              | Phó Chủ nhiệm Ủy ban Dân tộc Chính phủ                                       | Phó Chủ tịch Hội đồng Nhân dân tỉnh Trà Vinh                                                             | 28/09/2015-1/2016      | |                                       |
| 140 | Đào Trọng Thi (1951-)                                  | Hải Phòng             |                                                                              | Ủy viên Ủy ban Thường vụ Quốc hội Chủ nhiệm Ủy ban Văn hoá Giáo dục - Thanh thiếu niên nhi đồng Quốc hội |                        | Ủy viên Ủy ban Thường vụ Quốc hội Chủ nhiệm Ủy ban Văn hoá Giáo dục - Thanh thiếu niên nhi đồng Quốc hội                       | 7/2011-1/2016                         |
| 141 | Nguyễn Ngọc Thiện (1959-)                              | Thừa Thiên Huế        |                                                                              | Bí thư Tỉnh ủy Chủ tịch Hội đồng Nhân dân tỉnh Thừa Thiên Huế                                            |                        | Thứ Trưởng Bộ Văn hóa, Thể thao và Du lịch                                                                                     | 9/2015-1/2016                         |
| 142 | Nguyễn Văn Thiện (1954-)                               | Bình Định             |                                                                              | Bí thư Tỉnh ủy Bình Định                                                                                 |                        | Bí thư Tỉnh ủy Bình Định | 2010-10/2015                          |
| 143 | Đặng Thị Ngọc Thịnh (1959-)                            | Quảng Nam             |                                                                              | Bí thư Tỉnh ủy Vĩnh Long                                                                                 |                        | Phó Chánh văn Phòng Trung ương Đảng                                                                                            | 3/2015-1/2016                         |
| 144 | Nguyễn Văn Thông (1956-)                               | Hưng Yên              |                                                                              | Phó bí thư Tỉnh ủy Chủ tịch Ủy ban Nhân dân tỉnh Hưng Yên                                                |                        | Bí thư Tỉnh ủy Hưng Yên | 3/2013-9/2015                         |
| 144 | Nguyễn Văn Thông (1956-)                               | Hưng Yên              | Phó trưởng Ban Nội chính Trung ương                                          | Phó bí thư Tỉnh ủy Chủ tịch Ủy ban Nhân dân tỉnh Hưng Yên                                                | 9/2015-1/2016          | |                                       |
| 145 | Niê Thuật (1956-)                                      | Đắk Lắk               |                                                                              | Bí thư Tỉnh ủy Chủ tịch Hội đồng Nhân dân tỉnh Đắk Lắk                                                   |                        | Bí thư Tỉnh ủy Chủ tịch Hội đồng Nhân dân tỉnh Đắk Lắk                                                                         | 2010-9/2015                           |
| 145 | Niê Thuật (1956-)                                      | Đắk Lắk               | Phó trưởng ban Ban Chỉ đạo Tây Nguyên                                        | Bí thư Tỉnh ủy Chủ tịch Hội đồng Nhân dân tỉnh Đắk Lắk                                                   | 9/2015-1/2016          | |                                       |
| 146 | Võ Văn Thưởng (1970-)                                  | Vĩnh Long             |                                                                              | Bí thư thứ nhất Trung ương Đoàn                                                                          |                        | Bí thư Tỉnh ủy Quảng Ngãi | 8/2011-4/2014                         |
| 146 | Võ Văn Thưởng (1970-)                                  | Vĩnh Long             | Phó Bí thư Thường trực Thành phố Hồ Chí Minh                                 | Bí thư thứ nhất Trung ương Đoàn                                                                          | 4/2014-1/2016          | |                                       |
| 147 | Huỳnh Văn Tí (1956-)                                   | Bình Thuận            |                                                                              | Bí thư Tỉnh ủy Chủ tịch Hội đồng Nhân dân tỉnh Bình Thuận                                                |                        | Thứ trưởng Bộ Lao động Thương binh Xã hội                                                                                      | 2/2015-1/2016                         |
| 148 | Nguyễn Thị Kim Tiến (1959-)                            | Hà Tĩnh               |                                                                              | Thứ trưởng Bộ Y tế                                                                                       |                        | Bộ trưởng Bộ Y tế | 8/2011-1/2016                         |
| 149 | Nguyễn Xuân Tiến (1958-)                               | Thừa Thiên Huế        |                                                                              | Phó bí thư Thường trực Tỉnh ủy Chủ tịch Hội đồng Nhân dân tỉnh Lâm Đồng                                  |                        | Bí thư Tỉnh ủy Lâm Đồng | 09/2014-1/2016                        |
| 150 | Bùi Văn Tỉnh (1958-)                                   | Hòa Bình              |                                                                              | Phó bí thư Tỉnh ủy Chủ tịch Ủy ban Nhân dân tỉnh Hòa Bình                                                |                        | Bí thư Tỉnh ủy Hòa Bình | 1/2014-1/2016                         |
| 151 | Phan Đình Trạc (1958-)                                 | Nghệ An               |                                                                              | Bí thư Tỉnh ủy Nghệ An                                                                                   |                        | Phó Trưởng ban Thường trực Quyền trưởng ban Ban Nội chính Trung ương                                                           | 3/2013-1/2016                         |
| 152 | Huỳnh Phong Tranh (1955-)                              | Hậu Giang             |                                                                              | Bí thư Tỉnh ủy Lâm Đồng                                                                                  |                        | Tổng Thanh tra Chính phủ | 8/2011-1/2016                         |
| 153 | Lò Mai Trinh (1957-)                                   | Điện Biên             |                                                                              | Bí thư Tỉnh ủy Điện Biên                                                                                 |                        | Bí thư Tỉnh ủy Điện Biên | 2010-10/2015                          |
| 154 | Nguyễn Phú Trọng (1944-)                               | Hà Nội                |                                                                              | Chủ tịch Quốc hội                                                                                        |                        | Tổng Bí thư | 1/2011-1/2016                         |
| 154 | Nguyễn Phú Trọng (1944-)                               | Hà Nội                |                                                                              | Chủ tịch Quốc hội                                                                                        |                        | Tổng Bí thư | 1/2011-1/2016                         |
| 155 | Đào Việt Trung (1959-)                                 | Hà Nam                |                                                                              | Thứ trưởng Bộ Ngoại giao                                                                                 |                        | Chủ nhiệm Văn phòng Chủ tịch nước                                                                                              | 8/2011-1/2016                         |
| 156 | Mai Thế Trung (1954-)                                  | Bình Dương            |                                                                              | Bí thư Tỉnh ủy Bình Dương                                                                                |                        | Bí thư Tỉnh ủy Bình Dương | 2010-10/2015                          |
| 157 | Nguyễn Thế Trung (1953-)                               | Nghệ An               |                                                                              | Phó Trưởng Ban Thường trực Ban Dân vận Trung ương                                                        |                        | Phó Trưởng Ban Thường trực Ban Dân vận Trung ương                                                                              | 2/2011-1/2016                         |
| 158 | Trung tướng→Thượng tướng Võ Tiến Trung (1954-)         | Quảng Nam             |                                                                              | Giám đốc Học viện Quốc phòng - Bộ Quốc phòng                                                             |                        | Giám đốc Học viện Quốc phòng - Bộ Quốc phòng                                                                                   | 2010-1/2016                           |
| 159 | Mai Trực (1958-)                                       | Khánh Hòa             |                                                                              | Phó Chủ nhiệm Ủy ban Kiểm tra Trung ương                                                                 |                        | Phó Chủ nhiệm Ủy ban Kiểm tra Trung ương                                                                                       | 2/2011-1/2016                         |
| 160 | Thiếu tướng→Trung tướng Bế Xuân Trường (1957-)         | Cao Bằng              |                                                                              | Tư lệnh Quân khu 1                                                                                       |                        | Phó Tổng Tham mưu trưởng Quân đội Nhân dân Việt Nam                                                                            | 2014-10/2015                          |
| 160 | Thiếu tướng→Trung tướng Bế Xuân Trường (1957-)         | Cao Bằng              | Thứ trưởng Bộ Quốc phòng                                                     | Tư lệnh Quân khu 1                                                                                       | 10/2015-1/2016         | |                                       |
| 161 | Trần Cẩm Tú (1961-)                                    | Hà Tĩnh               |                                                                              | Ủy viên Ủy ban Kiểm tra Trung ương                                                                       |                        | Phó Chủ nhiệm Ủy ban Kiểm tra Trung ương                                                                                       | 1/2011-8/2011                         |
| 161 | Trần Cẩm Tú (1961-)                                    | Hà Tĩnh               | Bí thư tỉnh ủy Thái Bình                                                     | Ủy viên Ủy ban Kiểm tra Trung ương                                                                       | 8/2011-2/2015          | |                                       |
| 161 | Trần Cẩm Tú (1961-)                                    | Hà Tĩnh               | Phó Chủ nhiệm Ủy ban Kiểm tra Trung ương                                     | Ủy viên Ủy ban Kiểm tra Trung ương                                                                       | 2/2015-1/2016          | |                                       |
| 162 | Nông Quốc Tuấn (1963-)                                 | Bắc Kạn               |                                                                              | Bí thư Tỉnh ủy Bắc Giang                                                                                 |                        | Phó Chủ nhiệm Ủy ban Dân tộc Chính phủ                                                                                         | 6/2012-1/2016                         |
| 163 | Đặng Ngọc Tùng (1952-)                                 | Quảng Ngãi            |                                                                              | Chủ tịch Tổng Liên đoàn Lao động Việt Nam                                                                |                        | Chủ tịch Tổng Liên đoàn Lao động Việt Nam                                                                                      | 2010-1/2016                           |
| 164 | Trần Văn Túy (1957-)                                   | Bắc Ninh              |                                                                              | Phó bí thư Tỉnh ủy Chủ tịch Ủy ban Nhân dân tỉnh Bắc Ninh                                                |                        | Bí thư tỉnh ủy Bắc Ninh | 2/2011-2/2015                         |
| 164 | Trần Văn Túy (1957-)                                   | Bắc Ninh              | Phó Trưởng ban Tổ chức Trung ương                                            | Phó bí thư Tỉnh ủy Chủ tịch Ủy ban Nhân dân tỉnh Bắc Ninh                                                | 2/2015-1/2016          | |                                       |
| 165 | Trung tướng→Đại tướng Đỗ Bá Tỵ (1954-)                 | Hà Nội                |                                                                              | Thứ trưởng Bộ Quốc phòng Tổng tham mưu trưởng Quân đội Nhân dân Việt Nam                                 |                        | Tổng Tham mưu trưởng Quân đội Nhân dân Việt Nam Thứ trưởng Bộ Quốc phòng                                                       | 2010-1/2016                           |
| 166 | Nguyễn Hữu Vạn (1956-)                                 | Thái Bình             |                                                                              | Bí thư Tỉnh ủy Lào Cai                                                                                   |                        | Tổng Kiểm toán Nhà nước | 6/2013-1/2016                         |
| 167 | Nguyễn Sáng Vang (1957-)                               | Tuyên Quang           |                                                                              | Bí thư Tỉnh ủy Chủ tịch Hội đồng Nhân dân tỉnh Tuyên Quang                                               |                        | Phó Chủ nhiệm Ủy ban Kiểm tra Trung ương                                                                                       | 3/2015-1/2016                         |
| 168 | Nguyễn Hoàng Việt (1953-)                              | An Giang              |                                                                              | Phó Trưởng Ban Tổ chức Trung ương                                                                        |                        | Phó Trưởng Ban Tổ chức Trung ương                                                                                              | 2/2011-1/2016                         |
| 169 | Trung tướng Võ Trọng Việt (1957-)                      | Hà Tĩnh               |                                                                              | Chính ủy Bộ đội Biên phòng Việt Nam                                                                      |                        | Tư lệnh Bộ đội Biên phòng Việt Nam                                                                                             | 2012-1/2016                           |
| 170 | Bùi Quang Vinh (1953-)                                 | Hà Nội                |                                                                              | Thứ trưởng Bộ Kế hoạch và Đầu tư                                                                         |                        | Bộ trưởng Bộ Kế hoạch và Đầu tư                                                                                                | 8/2011-1/2016                         |
| 171 | Triệu Tài Vinh (1968-)                                 | Hà Giang              |                                                                              | Bí thư Tỉnh ủy Hà Giang                                                                                  |                        | Bí thư Tỉnh ủy Hà Giang | 2010-1/2016                           |
| 172 | Trung tướng→Thượng tướng Nguyễn Chí Vịnh (1957-)       | Thừa Thiên Huế        |                                                                              | Thứ trưởng Bộ Quốc phòng                                                                                 |                        | Thứ trưởng Bộ Quốc phòng | 8/2011-1/2016                         |
| 173 | Phạm Văn Vọng (1957-)                                  | Vĩnh Phúc             |                                                                              | Bí thư Tỉnh ủy Vĩnh Phúc                                                                                 |                        | Phó Chủ nhiệm Ủy ban Kiểm tra Trung ương                                                                                       | 1/2015-1/2016                         |
| 174 | Trung tướng→Thượng tướng Lê Quý Vương (1956-)          | Phú Thọ               |                                                                              | Thứ trưởng Bộ Công an                                                                                    |                        | Thứ trưởng Bộ Công an | 8/2011-1/2016                         |
| 175 | Trần Quốc Vượng (1953-)                                | Thái Bình             |                                                                              | Viện trưởng Viện Kiểm sát Nhân dân Tối cao                                                               |                        | Chánh Văn phòng Trung ương Đảng                                                                                                | 7/2011-1/2016                         |

## Ủy viên dự khuyết Trung ương
Ủy viên dự khuyết Trung ương Đảng
| STT | Họ tên (sinh-mất)                           | Nguyên quán | Chức vụ khi được bầu                                             | Chức vụ khi được bầu                                                           | Chức vụ đảm nhiệm | Chức vụ đảm nhiệm                                                    | Chức vụ đảm nhiệm      |
| STT | Họ tên (sinh-mất)                           | Nguyên quán | Chức vụ khi được bầu                                             | Chức vụ khi được bầu                                                           | Chức vụ           | Chức vụ                                                              | Nhiệm kỳ               |
| --- | ------------------------------------------- | ----------- | ---------------------------------------------------------------- | ------------------------------------------------------------------------------ | ----------------- | -------------------------------------------------------------------- | ---------------------- |
| 1   | Chu Ngọc Anh (1965-)                        | Hà Nội      |                                                                  | Thứ trưởng Bộ Khoa học và Công nghệ                                            |                   | Phó Bí thư Tỉnh ủy Phú Thọ                                           | 3/2013-9/2015          |
| 1   | Chu Ngọc Anh (1965-)                        | Hà Nội      | Chủ tịch Ủy ban Nhân dân tỉnh Phú Thọ                            | Thứ trưởng Bộ Khoa học và Công nghệ                                            | 4/2013-9/2015     |                                                                      |                        |
| 1   | Chu Ngọc Anh (1965-)                        | Hà Nội      | Thứ trưởng Bộ Khoa học và Công nghệ                              | Thứ trưởng Bộ Khoa học và Công nghệ                                            | 9/2015-1/2016     |                                                                      |                        |
| 2   | Nguyễn Xuân Anh (1976-)                     | Đà Nẵng     |                                                                  | Bí thư Quận ủy Liên Chiểu, Đà Nẵng                                             |                   | Phó Chủ tịch Ủy ban Nhân dân thành phố Đà Nẵng                       | 6/2011-4/2014          |
| 2   | Nguyễn Xuân Anh (1976-)                     | Đà Nẵng     | Phó Bí thư Thành ủy Đà Nẵng                                      | Bí thư Quận ủy Liên Chiểu, Đà Nẵng                                             | 4/2014-10/2015    |                                                                      |                        |
| 2   | Nguyễn Xuân Anh (1976-)                     | Đà Nẵng     | Bí thư Thành ủy Đà Nẵng                                          | Bí thư Quận ủy Liên Chiểu, Đà Nẵng                                             | 10/2015-1/2016    |                                                                      |                        |
| 3   | Tất Thành Cang (1971-)                      | Long An     |                                                                  | Bí thư Quận ủy Chủ tịch Ủy ban Nhân dân Quận 2, thành phố Hồ Chí Minh          |                   | Giám đốc Sở Giao thông Vận tải Thành phố Hồ Chí Minh                 | 9/2012-6/2014          |
| 3   | Tất Thành Cang (1971-)                      | Long An     | Phó Chủ tịch Ủy ban Nhân dân thành phố Hồ Chí Minh               | Bí thư Quận ủy Chủ tịch Ủy ban Nhân dân Quận 2, thành phố Hồ Chí Minh          | 06/2014-10/2015   |                                                                      |                        |
| 3   | Tất Thành Cang (1971-)                      | Long An     | Phó Bí thư Thành ủy Thành phố Hồ Chí Minh                        | Bí thư Quận ủy Chủ tịch Ủy ban Nhân dân Quận 2, thành phố Hồ Chí Minh          | 10/2014-1/2016    |                                                                      |                        |
| 4   | Đại tá→Thiếu tướng Nguyễn Tân Cương (1966-) | Hà Nam      |                                                                  | Phó Tư lệnh kiêm Tham mưu trưởng Quân đoàn 1                                   |                   | Phó Tư lệnh kiêm Tham mưu trưởng Quân khu 4                          | 2013-11/2014           |
| 4   | Đại tá→Thiếu tướng Nguyễn Tân Cương (1966-) | Hà Nam      | Tư lệnh Quân khu 4                                               | Phó Tư lệnh kiêm Tham mưu trưởng Quân đoàn 1                                   | 11/2014-1/2016    |                                                                      |                        |
| 5   | Bùi Văn Cường (1965-)                       | Hải Dương   |                                                                  | Phó Bí thư Tỉnh ủy Gia Lai                                                     |                   | Phó Trưởng ban Dân vận Trung ương                                    | 8/2011-6/2012          |
| 5   | Bùi Văn Cường (1965-)                       | Hải Dương   | Bí thư Đảng ủy Khối Doanh nghiệp Trung ương                      | Phó Bí thư Tỉnh ủy Gia Lai                                                     | 6/2012-1/2016     |                                                                      |                        |
| 6   | Nguyễn Phú Cường (1967-)                    | Bình Dương  |                                                                  | Bí thư Thành ủy Biên Hoà, tỉnh Đồng Nai                                        |                   | Phó Chủ tịch UBND tỉnh Đồng Nai                                      | 2014-1/2016            |
| 6   | Nguyễn Phú Cường (1967-)                    | Bình Dương  | Bí thư Tỉnh ủy Đồng Nai                                          | Bí thư Thành ủy Biên Hoà, tỉnh Đồng Nai                                        | 30/9/2015-1/2016  |                                                                      |                        |
| 7   | Nguyễn Công Định (1967-2012)                | Bến Tre     |                                                                  | Bí thư Huyện ủy Chủ tịch Hội đồng Nhân dân huyện Mỏ Cày Nam, Bến Tre           |                   | Bí thư Huyện ủy Chủ tịch Hội đồng Nhân dân huyện Mỏ Cày Nam, Bến Tre | mất khi đang tại nhiệm |
| 8   | Trần Hồng Hà (1963-)                        | Hà Tĩnh     |                                                                  | Thứ trưởng Bộ Tài nguyên Môi trường Phó Bí thư Đảng ủy khối cơ quan Trung ương |                   | Thứ trưởng Bộ Tài nguyên Môi trường                                  | 8/2011-1/2016          |
| 9   | Ngô Đông Hải (1970-)                        | Bình Định   |                                                                  | Bí thư Huyện ủy Hoài Ân, Bí thư Thị ủy An Nhơn, Bình Định                      |                   | Phó Chủ tịch Ủy ban Nhân dân tỉnh Bình Định                          | 7/2014-1/2016          |
| 10  | Điểu K'Ré (1968-)                           | Đắk Nông    |                                                                  | Bí thư Thị ủy Gia Nghĩa, tỉnh Đắk Nông                                         |                   | Phó Bí thư Tỉnh ủy Chủ tịch Hội đồng Nhân dân tỉnh Đắk Nông          | 4/2014-1/2016          |
| 11  | Hầu A Lềnh (1973-)                          | Lào Cai     |                                                                  | Bí thư Huyện ủy Sa Pa, Lào Cai                                                 |                   | Phó Bí thư Tỉnh uỷ Lào Cai                                           | 27/7/2015-9/2015       |
| 11  | Hầu A Lềnh (1973-)                          | Lào Cai     | Phó Ban Chỉ đạo Tây Bắc                                          | Bí thư Huyện ủy Sa Pa, Lào Cai                                                 | 9/2015-1/2016     |                                                                      |                        |
| 12  | Bh'Riu Liếc (1965-)                         | Quảng Nam   |                                                                  | Bí thư Huyện ủy Tây Giang, tỉnh Quảng Nam                                      |                   | Bí thư Huyện ủy Tây Giang, tỉnh Quảng Nam                            | 2010-1/2016            |
| 13  | Nguyễn Hồng Lĩnh (1964-)                    | Long An     |                                                                  | Phó Bí thư Tỉnh ủy Bà Rịa – Vũng Tàu                                           |                   | Phó Bí thư Tỉnh ủy Chủ tịch Hội đồng Nhân dân tỉnh Bà Rịa – Vũng Tàu | 2011-23/10/2015        |
| 13  | Nguyễn Hồng Lĩnh (1964-)                    | Long An     | Bí thư Tỉnh ủy Chủ tịch Hội đồng Nhân dân tỉnh Bà Rịa – Vũng Tàu | Phó Bí thư Tỉnh ủy Bà Rịa – Vũng Tàu                                           | 23/10/2015-1/2016 |                                                                      |                        |
| 14  | Lâm Văn Mẫn (1970-)                         | Sóc Trăng   |                                                                  | Bí thư Huyện ủy Châu Thành, tỉnh Sóc Trăng                                     |                   | Phó Chủ tịch Ủy ban Nhân dân tỉnh Sóc Trăng                          | 9/2012-1/2016          |
| 14  | Lâm Văn Mẫn (1970-)                         | Sóc Trăng   | Phó Bí thư Tỉnh ủy Sóc Trăng                                     | Bí thư Huyện ủy Châu Thành, tỉnh Sóc Trăng                                     | 29/10/2015-1/2016 |                                                                      |                        |
| 15  | Đại tá→Chuẩn đô đốc Phạm Hoài Nam (1967-)   | Khánh Hòa   |                                                                  | Phó Chỉ huy trưởng kiêm Tham mưu trưởng vùng 4, Quân chủng Hải quân            |                   | Tư lệnh Vùng 4 Hải quân                                              | 2012-4/2014            |
| 15  | Đại tá→Chuẩn đô đốc Phạm Hoài Nam (1967-)   | Khánh Hòa   | Phó Tư lệnh kiêm Tham mưu trưởng Quân chủng Hải quân             | Phó Chỉ huy trưởng kiêm Tham mưu trưởng vùng 4, Quân chủng Hải quân            | 4/2014-6/2015     |                                                                      |                        |
| 15  | Đại tá→Chuẩn đô đốc Phạm Hoài Nam (1967-)   | Khánh Hòa   | Tư lệnh Quân chủng Hải quân                                      | Phó Chỉ huy trưởng kiêm Tham mưu trưởng vùng 4, Quân chủng Hải quân            | 6/2015-1/2016     |                                                                      |                        |
| 16  | Nguyễn Thanh Nghị (1976-)                   | Cà Mau      |                                                                  | Phó Hiệu trưởng Trường Đại học Kiến trúc Thành phố Hồ Chí Minh                 |                   | Thứ trưởng Bộ Xây dựng                                               | 11/2011-3/2014         |
| 16  | Nguyễn Thanh Nghị (1976-)                   | Cà Mau      | Phó Bí thư Tỉnh ủy Phó Chủ tịch Ủy ban Nhân dân tỉnh Kiên Giang  | Phó Hiệu trưởng Trường Đại học Kiến trúc Thành phố Hồ Chí Minh                 | 3/2014-10/2015    |                                                                      |                        |
| 16  | Nguyễn Thanh Nghị (1976-)                   | Cà Mau      | Bí thư Tỉnh ủy Kiên Giang                                        | Phó Hiệu trưởng Trường Đại học Kiến trúc Thành phố Hồ Chí Minh                 | 10/2015-1/2016    |                                                                      |                        |
| 17  | Phùng Xuân Nhạ (1963-)                      | Hưng Yên    |                                                                  | Phó Giám đốc Đại học Quốc gia Hà Nội                                           |                   | Giám đốc Đại học Quốc gia Hà Nội                                     | 2/2013-1/2016          |
| 18  | Trần Lưu Quang (1967-)                      | Tây Ninh    |                                                                  | Bí thư Huyện ủy Trảng Bàng, tỉnh Tây Ninh                                      |                   | Phó Chủ tịch thường trực Ủy ban Nhân dân tỉnh Tây Ninh               | 6/2011-7/2015          |
| 18  | Trần Lưu Quang (1967-)                      | Tây Ninh    | Bí thư Tỉnh ủy Tây Ninh                                          | Bí thư Huyện ủy Trảng Bàng, tỉnh Tây Ninh                                      | 7/2015            |                                                                      |                        |
| 19  | Nguyễn Thị Thanh (1967-)                    | Ninh Bình   |                                                                  | Trưởng ban Dân vận Tỉnh ủy Ninh Bình                                           |                   | Bí thư Huyện ủy Yên Khánh                                            | 2012-8/2013            |
| 19  | Nguyễn Thị Thanh (1967-)                    | Ninh Bình   | Bí thư Tỉnh ủy Ninh Bình                                         | Trưởng ban Dân vận Tỉnh ủy Ninh Bình                                           | 5/8/2013-1/2016   |                                                                      |                        |
| 20  | Trần Sỹ Thanh (1971-)                       | Nghệ An     |                                                                  | Phó Bí thư Tỉnh ủy Đắk Lắk                                                     |                   | Bí thư Tỉnh ủy Bắc Giang                                             | 6/2012-2/2015          |
| 20  | Trần Sỹ Thanh (1971-)                       | Nghệ An     | Phó Chủ nhiệm Ủy ban Kiểm tra Trung ương                         | Phó Bí thư Tỉnh ủy Đắk Lắk                                                     | 2/2015-10/2015    |                                                                      |                        |
| 20  | Trần Sỹ Thanh (1971-)                       | Nghệ An     | Bí thư Tỉnh ủy Lạng Sơn                                          | Phó Bí thư Tỉnh ủy Đắk Lắk                                                     | 10/2015-1/2016    |                                                                      |                        |
| 21  | Nguyễn Văn Thể (1966-)                      | Đồng Tháp   |                                                                  | Bí thư Huyện ủy Tân Hồng, Đồng Tháp                                            |                   | Phó Chủ tịch Ủy ban Nhân dân tỉnh Đồng Tháp                          | 8/2012-6/2013          |
| 21  | Nguyễn Văn Thể (1966-)                      | Đồng Tháp   | Thứ trưởng Bộ Giao thông vận tải                                 | Bí thư Huyện ủy Tân Hồng, Đồng Tháp                                            | 6/2013-10/2015    |                                                                      |                        |
| 21  | Nguyễn Văn Thể (1966-)                      | Đồng Tháp   | Bí thư Tỉnh ủy Sóc Trăng                                         | Bí thư Huyện ủy Tân Hồng, Đồng Tháp                                            | 29/10/2015-1/2016 |                                                                      |                        |
| 22  | Nguyễn Khắc Toàn (1970-)                    | Khánh Hòa   |                                                                  | Bí thư Thành ủy Cam Ranh, tỉnh Khánh Hòa                                       |                   | Bí thư Thành ủy Cam Ranh, tỉnh Khánh Hòa                             | 2010-1/2016            |
| 23  | Nguyễn Thị Tuyến (1971-)                    | Hà Nội      |                                                                  | Bí thư Huyện ủy Chương Mỹ, TP Hà Nội                                           |                   | Chủ tịch Liên đoàn Lao động thành phố Hà Nội                         | 3/4/2015-1/2016        |
| 24  | Nguyễn Đắc Vinh (1972-)                     | Nghệ An     |                                                                  | Bí thư Trung ương Đoàn Thanh niên Cộng sản Hồ Chí Minh                         |                   | Bí thư thứ nhất Trung ương Đoàn Thanh niên Cộng sản Hồ Chí Minh      | 10/2011-1/2016         |
| 25  | Võ Thị Ánh Xuân (1970-)                     | An Giang    |                                                                  | Bí thư Thị ủy Tân Châu, tỉnh An Giang                                          |                   | Phó Chủ tịch Ủy ban Nhân dân tỉnh                                    | 1/2013-2/2014          |
| 25  | Võ Thị Ánh Xuân (1970-)                     | An Giang    | Phó Bí thư Tỉnh ủy An Giang                                      | Bí thư Thị ủy Tân Châu, tỉnh An Giang                                          | 1/2014-22/10/2015 |                                                                      |                        |
| 25  | Võ Thị Ánh Xuân (1970-)                     | An Giang    | Bí thư Tỉnh ủy An Giang                                          | Bí thư Thị ủy Tân Châu, tỉnh An Giang                                          | 22/10/2015-1/2016 |                                                                      |                        |

## Bộ Chính trị[4]
(thứ tự xếp theo báo cáo của ông Trương Tấn Sang tại Đại hội XI)
1. Trương Tấn Sang
2. Phùng Quang Thanh
3. Nguyễn Tấn Dũng
4. Nguyễn Sinh Hùng
5. Lê Hồng Anh
6. Lê Thanh Hải (Đã bị cách chức)
7. Tô Huy Rứa
8. Nguyễn Phú Trọng (Tổng Bí thư)
9. Phạm Quang Nghị
10. Trần Đại Quang
11. Tòng Thị Phóng
12. Ngô Văn Dụ
13. Đinh Thế Huynh
14. Nguyễn Xuân Phúc
15. Nguyễn Thiện Nhân (bổ sung từ 5/2013)
16. Nguyễn Thị Kim Ngân (bổ sung từ 5/2013).

## Ban Bí thư[5]
1. Ngô Xuân Lịch
2. Trương Hòa Bình
3. Hà Thị Khiết
4. Nguyễn Thị Kim Ngân
5. Nguyễn Phú Trọng
6. Trương Tấn Sang (Thường trực đến 7/2011)
7. Lê Hồng Anh (Thường trực từ 7/2011)
8. Tô Huy Rứa
9. Ngô Văn Dụ
10. Đinh Thế Huynh
11. Trần Quốc Vượng (bổ sung từ 5/2013)

## Liên quan
Ngày 25-5-2017, Ban bí thư trung ương Đảng đã quyết định kỷ luật với hình thức cảnh cáo ông Nguyễn Văn Thiện, nguyên Ủy viên trung ương Đảng, nguyên Bí thư tỉnh ủy Bình Định vì các lý do sau:
- Thời gian giữ cương vị Bí thư Tỉnh ủy Bình Định nhiệm kỳ 2010 - 2015, ông Nguyễn Văn Thiện đã có nhiều đóng góp trong quá trình phát triển của địa phương. Tuy nhiên, qua báo cáo kết quả giải quyết đơn tố cáo của Ủy ban Kiểm tra Trung ương, Ban Bí thư nhận thấy:
- Trên cương vị là người đứng đầu, ông Nguyễn Văn Thiện có trách nhiệm trong việc bổ sung quy hoạch, bổ nhiệm đối với cán bộ không bảo đảm điều kiện, tiêu chuẩn và không đúng quy định.
- Ông Nguyễn Văn Thiện đã thay mặt Ban Thường vụ Tỉnh ủy ký văn bản đề nghị Bí thư Ban cán sự đảng, Bộ trưởng Bộ Giao thông vận tải về cổ phần hóa Cảng Quy Nhơn không thuộc trách nhiệm của tỉnh, không thông qua tập thể Ban Thường vụ Tỉnh ủy theo quy chế làm việc của Tỉnh ủy.[6]